# Cordylostigma longifolium
Cordylostigma longifolium är en måreväxtart som först beskrevs av Johann Friedrich Klotzsch, och fick sitt nu gällande namn av Groeninckx och Steven Dessein. Cordylostigma longifolium ingår i släktet Cordylostigma och familjen måreväxter. Inga underarter finns listade i Catalogue of Life.